# Ражањ (насеље)
Ражањ је насеље у Србији у општини Ражањ у Нишавском округу. Према попису из 2022. има 1138 становника (према попису из 2011. било је 1245 становника).

## Природне одлике
Удаљен је од Београда око 180 километара. Кроз ову варошицу протиче Ражањска река, која извире на оближњој планини Буковик, улива се у Јужну Мораву и има називе Варошка, Ражањска, Мађерачка река, вековима уназад.
У Ражњу се традиционално узгаја купина.

## Историја
Кроз Ражањ је некада пролазио чувени римски друм чији остаци постоје и данас — Via militaris. У овом месту смештено је око стотинак домова са око 1200 људи. Из римског периода познатији је као Арсена (оружница) и лат. Cametas. Раније је постојао срез ражањски, којем је припадала целокупна територија садашње општине Ћићевац као и два села општине Алексинац (Делиград и Јасење). Ражањ је једна од најнеразвијенијих општина у Србији. Припада Нишавском округу и граничи се са општинама Алексинац, Соко Бања, Бољевац, Параћин, Ћићевац и Крушевац.
Краљевским решењем од 11. фебруара 1886. године насеље је добило статус варошице.

## Демографија
У насељу Ражањ живи 1238 пунолетних становника, а просечна старост становништва износи 40,2 година (38,3 код мушкараца и 42,0 код жена). У насељу има 518 домаћинстава, а просечан број чланова по домаћинству је 2,92.
Ово насеље је углавном насељено Србима (према попису из 2002. године), а у последња три пописа примећен је пораст у броју становника.
|             | \| Демографија[3] \| Демографија[3] \| Демографија[3] \| \| Година \| Становника \| Становника \| \| -------------- \| -------------- \| -------------- \| \| 1948. \| 1.008 \| \| \| 1953. \| 1.102 \| \| \| 1961. \| 1.159 \| \| \| 1971. \| 1.308 \| \| \| 1981. \| 1.331 \| \| \| 1991. \| 1.370 \| 1.340 \| \| 2002. \| 1.537 \| 1.597 \| \| 2011. \| 1.245 \| \| \| 2022. \| 1.138 \| \| |            |
| Демографија | |            |
| Година      | Становника | Становника |
| 1948.       | 1.008 |            |
| 1953.       | 1.102 |            |
| 1961.       | 1.159 |            |
| 1971.       | 1.308 |            |
| 1981.       | 1.331 |            |
| 1991.       | 1.370 | 1.340      |
| 2002.       | 1.537 | 1.597      |
| 2011.       | 1.245 |            |
| 2022.       | 1.138 |            |

| Етнички састав према попису из 2002.‍ | Етнички састав према попису из 2002.‍ | Етнички састав према попису из 2002.‍ | Етнички састав према попису из 2002.‍ | Етнички састав према попису из 2002.‍ |
| ------------------------------------ | ------------------------------------ | ------------------------------------ | ------------------------------------ | ------------------------------------ |
|                                      |                                      |                                      |                                      |                                      |
| Срби                                 | Срби                                 |                                      | 1.379                                | 89,72%                               |
| Роми                                 | Роми                                 |                                      | 103                                  | 6,70%                                |
| Албанци                              | Албанци                              |                                      | 6                                    | 0,39%                                |
| Југословени                          | Југословени                          |                                      | 6                                    | 0,39%                                |
| Хрвати                               | Хрвати                               |                                      | 3                                    | 0,19%                                |
| Бугари                               | Бугари                               |                                      | 3                                    | 0,19%                                |
| Црногорци                            | Црногорци                            |                                      | 2                                    | 0,13%                                |
| Муслимани                            | Муслимани                            |                                      | 2                                    | 0,13%                                |
| Руси                                 | Руси                                 |                                      | 1                                    | 0,06%                                |
| Македонци                            | Македонци                            |                                      | 1                                    | 0,06%                                |
| непознато                            | непознато                            |                                      | 22                                   | 1,43%                                |

| Година пописа     | 1948. | 1953. | 1961. | 1971. | 1981. | 1991. | 2002. |
| ----------------- | ----- | ----- | ----- | ----- | ----- | ----- | ----- |
| Број домаћинстава | 310   | 332   | 365   | 457   | 447   | 458   | 518   |

| Број чланова      | 1   | 2   | 3  | 4   | 5  | 6  | 7 | 8 | 9 | 10 и више | Просек |
| ----------------- | --- | --- | -- | --- | -- | -- | - | - | - | --------- | ------ |
| Број домаћинстава | 109 | 119 | 99 | 120 | 45 | 18 | 6 | 2 | 0 | 0         | 2,92   |

| Пол    | Укупно | Неожењен/Неудата | Ожењен/Удата | Удовац/Удовица | Разведен/Разведена | Непознато |
| ------ | ------ | ---------------- | ------------ | -------------- | ------------------ | --------- |
| Мушки  | 637    | 201              | 366          | 37             | 33                 | 0         |
| Женски | 663    | 144              | 373          | 111            | 33                 | 2         |
| УКУПНО | 1.300  | 345              | 739          | 148            | 66                 | 2         |

| Пол    | Укупно                    | Пољопривреда, лов и шумарство | Рибарство                            | Вађење руде и камена | Прерађивачка индустрија       |
| ------ | ------------------------- | ----------------------------- | ------------------------------------ | -------------------- | ----------------------------- |
| Мушки  | 282                       | 41                            | 0                                    | 0                    | 72                            |
| Женски | 227                       | 20                            | 0                                    | 0                    | 41                            |
| УКУПНО | 509                       | 61                            | 0                                    | 0                    | 113                           |
| Пол    | Производња и снабдевање   | Грађевинарство                | Трговина                             | Хотели и ресторани   | Саобраћај, складиштење и везе |
| Мушки  | 14                        | 20                            | 39                                   | 11                   | 12                            |
| Женски | 2                         | 1                             | 43                                   | 20                   | 4                             |
| УКУПНО | 16                        | 21                            | 82                                   | 31                   | 16                            |
| Пол    | Финансијско посредовање   | Некретнине                    | Државна управа и одбрана             | Образовање           | Здравствени и социјални рад   |
| Мушки  | 3                         | 2                             | 29                                   | 8                    | 9                             |
| Женски | 7                         | 3                             | 19                                   | 19                   | 31                            |
| УКУПНО | 10                        | 5                             | 48                                   | 27                   | 40                            |
| Пол    | Остале услужне активности | Приватна домаћинства          | Екстериторијалне организације и тела | Непознато            | Непознато                     |
| Мушки  | 7                         | 0                             | 0                                    | 15                   | 15                            |
| Женски | 7                         | 0                             | 0                                    | 10                   | 10                            |
| УКУПНО | 14                        | 0                             | 0                                    | 25                   | 25                            |

## Занимљивости
По једној од непотврђених легенди, место Ражањ је добило име пре више од три стотине година док је Ражањ још био под турском влашћу. Тада су Турци неку бабу по казни натакли на колац и пекли на ватри као на ражњу, за пример осталим становницима места.

## Галерија
- Црква у Ражњу
- Школа у Ражњу
- Ауто-пут Београд-Ниш поред Ражња
- Стара чаршија у Ражњу